# Nhà Mạc
Nhà Mạc (chữ Hán: 莫朝 / Mạc triều) là triều đại quân chủ trong lịch sử Việt Nam, bắt đầu khi Mạc Đăng Dung, sau khi dẹp được các bè phái trong cung đình, đã ép vua Lê Cung Hoàng nhà Hậu Lê nhường ngôi tháng 6 năm 1527 và chấm dứt khi vua Mạc Mậu Hợp lập con trai là Mạc Toàn lên ngôi, bị quân đội Lê-Trịnh do Trịnh Tùng chỉ huy đánh bại vào cuối năm 1592. Sau đó Mạc Toàn lên ngôi nhưng tại vị chỉ được 2 tháng, tổng cộng thời gian tồn tại chính thức của triều đại là gần 66 năm.
Tuy nhiên, giai đoạn sau đó hậu duệ nhà Mạc như Mạc Kính Chỉ, Mạc Kính Cung, Mạc Kính Khoan, Mạc Kính Vũ vẫn còn tiếp tục chống lại nhà Hậu Lê thời kỳ trung hưng đến tận năm 1677 tại khu vực Cao Bằng.
Thời kỳ 1533–1592 trong lịch sử Việt Nam còn được gọi là thời kỳ Nam-Bắc triều, do chính quyền nhà Mạc chỉ thực sự có quyền lực từ địa phận Ninh Bình ngày nay trở ra, còn từ Thanh Hóa trở vào là thế lực lấy danh nghĩa gây dựng lại nhà Lê từ năm 1533.

## Lịch sử

### Mạc Đăng Dung lên ngôi
Nhà Mạc được thành lập trong bối cảnh nhà Lê sơ suy thoái, nhiều cuộc khởi nghĩa nông dân nổ ra và có những sự bất ổn trong nội bộ triều đình. Dưới triều vua cuối cùng Lê Cung Hoàng, Mạc Đăng Dung chiếm thực quyền, vua Lê buộc phải phong ông làm Thái phó Nhân quốc công rồi Thái sư An Hưng vương. Tháng 6 năm 1527, Mạc Đăng Dung ép vua Lê Cung Hoàng nhường ngôi vua, lập nên triều Mạc. Theo Lê Quý Đôn, "lúc này thần dân phần nhiều xu hướng về Đăng Dung, đều ra đón về kinh đô".
Mùa đông năm 1529, Mạc Đăng Dung đã làm vua được 3 năm, tự thấy mình tuổi già, bèn truyền ngôi cho con trưởng Mạc Đăng Doanh, tự xưng là Thái thượng hoàng, ra ở điện Trường Quang.  Năm 1540, Mạc Thái Tông chết. Thượng hoàng Mạc Đăng Dung lập cháu nội là Mạc Phúc Hải lên ngôi, tức là Mạc Hiến Tông. Năm sau, thượng hoàng Đăng Dung chết.

### Sự nổi dậy của các thế lực phò vua Lê
Sau khi nhà Mạc nắm quyền, các quyền thần cũ nhà Lê không theo nhà Mạc đã có một số hoạt động chống đối như cầu viện nhà Minh hoặc nổi dậy nhưng đều không thành. Chỉ đến khi nhà Hậu Lê tái lập thì chiến tranh quy mô mới thực sự bắt đầu.
Khi Mạc Đăng Dung giết vua Lê Cung Hoàng để cướp ngôi, nhiều quan lại đã tử tiết để phản đối nhà Mạc giết vua cướp ngôi, từ đó thổi bùng lên ngọn lửa đấu tranh "phù Lê diệt Mạc". Bấy giờ triều thần có Lại bộ thượng thư Đông các đại học sĩ Vũ Duệ, Lại bộ thượng thư Ngô Hoán, thị thư viện Hàn lâm Nguyễn Mẫn Đốc, quan Đô ngự sử là Nguyễn Văn Vận, quan Hàn lâm hiệu lý là Nguyễn Thái Bạt, quan Lễ bộ thượng thư là Lê Tuấn Mậu, quan Lại bộ thượng thư là Đàm Thận Huy, quan Tham chính sứ là Nguyễn Duy Tường, quan Quan sát sứ là Nguyễn Tự Cường, tước Bình hồ bá là Nghiêm Bá Ký, quan Đô ngự sử là Lại Kim Bảng, Hộ bộ thượng thư Nguyễn Thiệu Tri, quan Phó Đô-ngự-sử là Nguyễn Hữu Nghiêm, quan Lễ-bộ tả Thị-Lang là Lê Vô Cương đều là người khoa giáp, người thì nhổ vào mặt hay là lấy nghiên mực ném vào mặt Mạc Đăng Dung, hay chửi mắng, đều bị Đăng Dung giết đi. Có người thì khởi binh phù Lê thất bại và bị giết, có người thì theo vua Lê không kịp, nhảy xuống sông mà chết, người thì quay đầu về Lam Sơn bái lạy rồi tự tử. Sau này, khi dẹp xong nhà Mạc, nhà Lê được trung hưng lại, vua Lê Huyền Tông và triều đình bàn luận công lao, truy phong tước phúc thần cho 13 vị trung thần tiết nghĩa vì nước hy sinh này, trong đó xếp ông Vũ Duệ đứng đầu trong số 13 người.
Năm 1529, một võ tướng cũ của nhà Lê là Nguyễn Kim trung thành với nhà Lê, không thần phục nhà Mạc, bỏ chạy vào miền núi Thanh Hoá và sang Ai Lao (Lào), tập hợp lực lượng chống nhà Mạc. Năm 1533, Nguyễn Kim tìm một người tên là Lê Duy Ninh là con của vua Lê Chiêu Tông đưa lên ngôi trên đất Sầm Châu (Ai Lao), tức là vua Lê Trang Tông. Tuy nhiên các nhà sử học nghi ngờ Duy Ninh không phải là con của vua Chiêu Tông vì tuổi của Duy Ninh và Lê Chiêu Tông chênh nhau quá ít 
Từ khi Trang Tông lên ngôi, nhiều sĩ phu, tướng lĩnh bắt đầu tập hợp bên Nguyễn Kim để chống nhà Mạc. Năm 1543, quân nhà Lê về nước đánh chiếm Tây Đô (Thanh Hoá). Hoạn quan nhà Mạc là Dương Chấp Nhất đầu hàng. Năm 1545, Chấp Nhất dâng dưa độc cho Nguyễn Kim, Kim ăn vào chết. Chấp Nhất bỏ trốn về nhà Mạc. Con rể Nguyễn Kim là Trịnh Kiểm lên thay cầm quyền chỉ huy quân đội.
Ở phía tây bắc, vùng Hưng Hoá (Tuyên Quang), anh em Vũ Văn Mật, Vũ Văn Uyên (Chúa Bầu) là thủ lĩnh trong vùng cát cứ không thần phục nhà Mạc. Nhà Mạc vài lần mang quân đánh nhưng không diệt được họ Vũ, sau lại phải đối phó với nhiều biến cố khác nên buộc phải để họ Vũ cát cứ. Họ Vũ sai người liên lạc theo về nhà Lê trung hưng.

### Phụ chính Mạc Kính Điển
Năm 1546, Mạc Hiến Tông chết, con là Mạc Phúc Nguyên còn nhỏ lên thay, tức là Mạc Tuyên Tông, chú là Khiêm vương Mạc Kính Điển làm phụ chính. Trong triều xảy ra biến loạn. Tướng Phạm Tử Nghi muốn lập con Mạc Thái Tổ là Hoằng vương Mạc Chính Trung đã trưởng thành nhưng không được nên cùng Chính Trung khởi binh nổi loạn. Phạm Tử Nghi nhiều lần muốn đánh chiếm Đông Kinh không thành, bèn đem Chính Trung ra chiếm cứ Yên Quảng (Quảng Ninh), cướp phá Hải Dương và đánh phá sang Trung Quốc khiến nhà Minh lo ngại. Đến năm 1551 Mạc Kính Điển dẹp được Phạm Tử Nghi. Tử Nghi bị chém, Chính Trung bỏ chạy và bị giết. Có thuyết nói Tử Nghi chết về tay người Minh.
Năm 1550, Thái tể Lê Bá Ly quyền thế quá lớn, có phần hống hách, hai sủng thần là Phạm Quỳnh, Phạm Dao cậy thế vua Mạc vây đánh. Bá Ly cùng thông gia là Nguyễn Thiến mang gia quyến gồm các tướng Nguyễn Quyện, Nguyễn Khải Khang, Lê Khắc Thận chạy vào Thanh Hóa hàng theo nhà Lê. Tuy nhiên sau vài năm, khi Nguyễn Thiến và Lê Bá Ly chết, các con là Nguyễn Quyện, Lê Khắc Thận lại về theo nhà Mạc và Nguyễn Quyện trở thành danh tướng nhà Mạc.
Năm 1562, Mạc Tuyên tông mất, con là Mạc Mậu Hợp mới 2 tuổi lên nối ngôi. Việc chính sự đều do Khiêm vương Kính Điển điều hành.
Bấy giờ nhà Lê chiếm lại được Thanh Hóa và Nghệ An. Năm 1558, con thứ Nguyễn Kim là Nguyễn Hoàng sợ bị anh rể Trịnh Kiểm hại như anh cả Nguyễn Uông nên xin vào trấn thủ Thuận Hoá. Năm 1570, Trịnh Kiểm lại giao cho Hoàng trấn thủ nốt Quảng Nam. Năm 1572, Hoàng dùng kế giết được tướng Mạc là Mạc Lập Bạo vào đánh. Nhà Mạc mất hẳn phía nam và chỉ còn kiểm soát Bắc Bộ.
Năm 1570, Trịnh Kiểm chết, hai con Trịnh Cối, Trịnh Tùng tranh ngôi. Trịnh Cối thua phải sang đầu hàng nhà Mạc. Tuy nhiên Trịnh Tùng là người thay thế xứng đáng của Trịnh Kiểm nên vẫn duy trì được thế cân bằng với nhà Mạc.
Trong suốt những năm 1545-1580 là giai đoạn hai bên giằng co, khi thì Trịnh Kiểm và sau này là Trịnh Tùng dẫn quân ra đánh Sơn Nam, Ninh Bình, Sơn Tây, Thăng Long, khi thì Mạc Kính Điển cho quân tấn công Thanh Hóa - Nghệ An. Mạc Kính Điển nhiều lần phải mang vua Mạc qua sông tránh sang Kim Thành (Hải Dương) nhưng quân Lê vẫn không vào được Thăng Long. Hai bên khi được khi thua. Cuộc chiến giằng co nổi lên tên tuổi các tướng Hoàng Đình Ái, Nguyễn Hữu Liêu bên Lê, Nguyễn Quyện bên Mạc.
Tháng 10 năm 1580, Mạc Kính Điển mất, em là Mạc Đôn Nhượng lên thay làm phụ chính. Lực lượng quân đội nhà Mạc suy yếu đi nhiều vì thiếu đi người chỉ huy có tầm cỡ và uy tín.

### Mất Thăng Long
Mạc Mậu Hợp từ nhỏ lên ngôi, khi lớn vẫn dựa vào các hoàng cha chính, không chú trọng việc chính sự. Sau khi Mạc Kính Điển chết, việc trong ngoài đều trông chờ vào Mạc Đôn Nhượng cùng các tướng Nguyễn Quyện, Mạc Ngọc Liễn, Bùi Văn Khuê. Uy thế quân Mạc suy sút nhiều và thường bị thua trận.
Năm 1591, Trịnh Tùng đem quân bắc tiến áp sát thành Thăng Long. Đầu năm 1592, Mạc Mậu Hợp chạy sang Gia Lâm, thống suất thủy quân để làm thanh thế trên sông Nhị Hà cho các tướng giữ thành Thăng Long. Trịnh Tùng thúc quân tổng tiến công. Các tướng Mạc Ngọc Liễn, Bùi Văn Khuê, Trần Bách Niên tan vỡ bỏ chạy. Phục binh của Nguyễn Quyện ở cầu Dền không kịp nổi dậy đã bị giết. Nguyễn Quyện bị bắt, hai con tử trận. Quân Mạc chết rất nhiều.
Trịnh Tùng rút quân chủ lực về. Mạc Mậu Hợp thu tàn quân án ngữ sông Nhị Hà, lại ham sắc đẹp của vợ tướng Bùi Văn Khuê là Nguyễn thị Niên nên muốn giết Khuê. Tháng 8 năm 1592, Khuê biết chuyện bèn đem quân hàng Lê, hợp binh với Trịnh Tùng đại phá quân Mạc.
Tháng 11 năm 1592, Trịnh Tùng lại tiến đánh Thăng Long. Mậu Hợp thua chạy về Kim Thành (Hải Dương). Thấy thế nguy cấp, Mậu Hợp lập con là Toàn lên ngôi, tự mình làm tướng thống suất quân đội. Sau các cuộc chiến đẫm máu tại khu vực các phủ Nam Sách, Hạ Hồng, Kinh Môn trong tháng 11 và 12 thì quân đội nhà Mạc chịu tổn thất cực kỳ nặng nề. Mạc Mậu Hợp phải bỏ trốn đến huyện Phượng Nhãn, bị bắt sống sau đó ít ngày và bị hành hình.

### Tàn dư
Dù Mạc Mậu Hợp và sau đó là Mạc Toàn bị bắt và bị giết thì thế lực của nhà Mạc chưa bị tiêu diệt hết. Theo Đại Việt Sử ký toàn thư, cho đến đầu thế kỷ 17 thì các vùng như Thái Nguyên, Lạng Sơn, Cao Bằng vẫn thuộc quyền quản lý của nhiều người như Mạc Kính Chỉ, Mạc Kính Cung, Mạc Kính Khoan là thân thuộc của nhà Mạc (thuộc chi Mạc Kính Điển). Tại các khu vực này chiến trận vẫn tiếp diễn trong nhiều năm và nhân dân vẫn tiếp tục chịu cảnh lầm than, đồng ruộng bị bỏ hoang.
Nhà Minh, vì muốn duy trì thế Nam Bắc triều ở Việt Nam có lợi cho họ nên can thiệp để họ Mạc được cát cứ ở Cao Bằng. Khi nhà Minh mất (1644), các vua Nam Minh - tàn dư nhà Minh - vẫn ủng hộ họ Mạc. Họ Mạc nối nhau trấn giữ ở đây trong nhiều năm, đến con Kính Khoan là Kính Vũ. Mãi đến khi nhà Minh mất hẳn (1662) về tay nhà Thanh, họ Trịnh mới ra tay dẹp họ Mạc. Tới năm 1677, việc trấn giữ Cao Bằng của họ Mạc mới chấm dứt.
Những người họ Mạc bị đổi sang họ khác. Về sau, nhân khi chính sự Đàng Ngoài dưới thời Trịnh Giang rối ren, năm 1739, hậu duệ của họ Mạc là Nguyễn Cừ, Nguyễn Tuyển lại nổi dậy khởi nghĩa chống Trịnh trong vài năm.

### Thành nhà Mạc
- Thành Nhà Mạc Lạng Sơn hiện nằm trong khu vực phường Tam Thanh, thành phố Lạng Sơn, dấu tích còn lại gồm 2 đoạn tường xây bằng đá giữa hẻm núi. Hiện nay di tích thành Nhà Mạc ở Lạng Sơn đã được xếp hạng di tích lịch sử Quốc gia và được đầu tư, tôn tạo đưa vào phục vụ du khách du lịch tham quan.[11]
- Thành nhà Mạc nằm ở trung tâm thành phố Tuyên Quang, tỉnh Tuyên Quang hiện nay. Theo sử sách ghi lại thành được xây vào năm 1592 đời nhà Mạc, và được sửa chữa vào thời đầu nhà Nguyễn (thế kỷ 19). Thành được xây theo kiểu hình vuông, mỗi cạnh dài 275m, cao 3,5m và dày 0,8m; mỗi mặt thành có một cửa hình bán nguyệt với kiến trúc theo lối phòng thủ quân sự.. Thành đã được xếp hạng di tích lịch sử Quốc gia và đang có nguy cơ xóa sổ.
- Thành nhà Mạc ở tỉnh Cao Bằng là thành Nà Lự: khi nhà Mạc chạy lên Cao Bằng (1594-1677), trong 83 năm, ba đời vua Mạc đóng đô ở Cao Bình đã cho tu sửa, xây thành cao lên, có cổng thành kiên cố để phòng thủ, đề phòng triều đình vua Lê – chúa Trịnh lên thôn tính. Nhưng có khả năng thành này xây từ nhà Đường 618-802.[12]
- Thành nhà Mạc ở tỉnh Ninh Bình là thành Bình Sơn, thuộc xã Mai Sơn, Yên Mô, Ninh Bình. Thành hiện còn đoạn dài khoảng 1 km, gần Quốc lộ 1. Gần thành nhà Mạc là tuyến sông Nhà Mạc và nhiều di tích thời Mạc ở Ninh Bình.
- Ở xã Cao Xá, Lâm Thao, Phú Thọ nhân dân vẫn truyền tục câu nói: "Hăm mốt tháng chạp, gió đổ thành Mạc. Hăm hai tháng chạp, gió đổ thành Dung" để nói về thành Nhà Mạc xây dựng dở chừng thì bị mưa bão làm sụp đổ không thể xây dựng thành Thành được. Hiện nay, thường thường hàng năm vào những ngày "hăm mốt, hăm hai tháng chạp" ở Cao Xá vẫn thường có mưa bão. "Đầu Thành" là từ địa phương ở Cao Xá vẫn dùng để nói về địa điểm đoạn đầu thành Nhà Mạc xây ở thôn Dục Mỹ. Hiện nay các dấu tích của Thành Nhà Mạc ở Cao Xá hầu như không còn vì một thời kỳ nhân dân ở đây khai thác đất làm đường sá, xây dựng nhà ở.

## Ngoại giao

### Giai đoạn 1528-1541
Rút kinh nghiệm từ thất bại của nhà Hồ do việc cướp ngôi nhà Trần, ngay sau khi giành ngôi nhà Lê, Mạc Thái Tổ đã chủ động tìm giải pháp thương lượng với nhà Minh. Tháng 2 năm 1528, ông sai sứ sang nhà Minh "xin được tạm coi việc nước vì con cháu họ Lê không còn ai thừa tự". Nhà Minh tạm thời chưa có phản ứng nào đáng kể vì nội bộ cũng chưa hoàn toàn nhất trí về cách phản ứng với tình hình Đại Việt.
Ngoài việc đi sứ, Mạc Thái Tổ còn sai người đút lót, tranh thủ sự đồng tình của các quan vùng biên giới của nhà Minh. Năm 1529, anh em Trịnh Ngung, Trịnh Ngang sang tố cáo nhà Mạc cướp ngôi nhà Lê và cầu viện nhà Minh nhưng bị sự ngăn cản của các quan trấn thủ vùng biên của nhà Minh, do đó ý định của hai anh em họ Trịnh không thực hiện được.
Sau khi lập lập Lê Trang Tông lên ngôi, Nguyễn Kim sai Trịnh Duy Liêu vượt biển sang Trung Quốc xin cầu viện nhà Minh đánh nhà Mạc. Chúa Bầu Vũ Văn Uyên ở Tuyên Quang cũng sai người sang tố cáo việc nhà Mạc cướp ngôi. Năm 1537, Minh Thế Tông giao quân cho Mao Bá Ôn chuẩn bị tiến xuống phía nam. Nhà Mạc ở vào tình thế "lưỡng đầu thọ địch".
Các nhà sử học đánh giá rằng: trên thực tế, Minh Thế Tông không hoàn toàn có ý định dụng binh đánh Đại Việt vì ở Trung Quốc khi đó cũng gặp những khó khăn: một số khởi nghĩa nông dân nổ ra ở Hoa Bắc, "nuỵ khấu" người Nhật gây rối dọc vùng ven biển Giang Tô, Chiết Giang, Phúc Kiến, Quảng Đông, được sự thông đồng của các phú thương người Hoa vừa buôn bán vừa cướp bóc; người Bồ Đào Nha bắt đầu nhòm ngó Áo Môn.
Chính vì vậy, vua Minh theo chủ trương phô trương thanh thế bên ngoài, kích động cuộc nội chiến giữa nhà Hậu Lê và nhà Mạc và ép nhà Mạc hàng phục. Ý định chống cự quân Minh của nhà Mạc sớm tiêu tan vì không hề nắm bắt được những khó khăn mà nhà Minh đang phải đương đầu. Tháng 2 năm 1539, nhà Mạc dâng biểu sang nhà Minh xin hàng.
Nhà Minh sai Mao Bá Ôn và Cừu Loan tiến áp sát biên giới, lấy danh nghĩa chỉ nhằm trừng phạt cha con Mạc Đăng Dung nhằm phân hoá người Đại Việt. Để tránh đổ máu, Mạc Đăng Dung chấp nhận đầu hàng.
Ngày 3 tháng 11 âm lịch năm 1540, Mạc Đăng Dung cùng các bầy tôi Nguyễn Như Quế, Đỗ Thế Khanh, Đặng Văn Trị lên cửa ải. Ông tự trói mình đến dâng biểu xin hàng quân Minh. Trong biểu xin hàng, Mạc Đăng Dung nhấn mạnh 3 vấn đề:
1. Thoái thác việc họ Mạc sang Yên Kinh (Bắc Kinh)
2. Giao nộp đất, gồm 2 đô Như Tích, Chiêm Lãng và 4 động Tư Lẫm, Kim Lặc, Cổ Sâm, Liễu Cát
3. Xin ấn tín để được thừa nhận sự cai trị ở An Nam.

Mao Bá Ôn và Cừu Loan nhận biểu của Mạc Đăng Dung bèn lui binh, tâu lên Minh Thế Tông. Vua Minh hạ lệnh:
1. Lệnh cho Phiên ty Quảng Tây hằng năm cấp lịch Đại Thống cho nhà Mạc, quy định lệ 3 năm cống 1 lần
2. Nhận và nhập 2 đô Như Tích, Chiêm Lãng và 4 động Tư Lẫm, Kim Lặc, Cổ Sâm, Liễu Cát vào Khâm châu của Trung Quốc
3. Hạ An Nam quốc xuống An Nam Đô thống sứ ty, đúc ấn và ban cho nhà Mạc.

Tuy nhiên sau này ấn của nhà Minh mang sang thì Mạc Thái Tổ đã qua đời, Mạc Hiến Tông tiếp nhận.

### Giai đoạn 1542-1592
Tuy đạt được mục tiêu bảo vệ toàn vẹn quốc gia, nhưng về mặt ngoại giao, vị thế của nhà Mạc so với các triều trước không bằng: danh hiệu Đô thống sứ ty là vị thế nội thần chứ không phải ngoại thần.
Sang thời Mạc Mậu Hợp, thái bảo Giáp Trưng từng dâng sớ xin triều đình bàn lại vì "việc đó là nhục nước". Tuy nhiên sau khi bàn luận, Mạc Mậu Hợp do dự không quyết định.
Năm 1542 bắt đầu đánh dấu mốc bình thường hoá trong quan hệ Mạc-Minh. Đồ tiến cống từ giữa thời Mạc đổi ra lư hương, bình hoa bằng vàng bạc, nặng bằng người vàng.
Năm 1548, đoàn sứ do Lê Quang Bí dẫn đầu sang cầu phong cho vua mới là Mạc Tuyên Tông bị nghi ngờ giả mạo đã bị giữ lại. Lê Quang Bí bị giữ tới 19 năm tại Trung Quốc, năm 1566 mới được trở về. Khi đó Tuyên Tông đã mất, vua mới là Mạc Mậu Hợp khen ngợi và phong làm Tô quận công, ví như Tô Vũ nhà Hán đi sứ Hung Nô.
Thời Mạc Mậu Hợp, nhà Mạc đã suy yếu, thường thất thế trước quân Nam triều nhà Lê. Nhà Mạc dùng chính sách tăng cường ngoại giao, cống nạp cho nhà Minh để tranh thủ sự ủng hộ khi bị thất thế, duy trì lệ tiến cống 6 năm 1 lần.
Năm 1592, họ Mạc rút chạy lên Cao Bằng. Nhà Hậu Lê xin cầu phong của nhà Minh. Sau lần hội khám năm 1597, nhà Minh vẫn chỉ phong cho Lê Thế Tông làm An Nam đô thống sứ ty như phong cho nhà Mạc trước đây. Đồng thời, nhà Minh dùng uy thế "thiên triều" ép họ Trịnh cắt đất Cao Bằng cho họ Mạc cát cứ trong nhiều năm, tới năm 1677 mới chấm dứt.

## Tổ chức quân đội
Nhà Mạc rất chú trọng xây dựng lực lượng quân đội đủ mạnh để bảo vệ chính quyền. Trong cả nước, quân đội nhà Mạc được chia ra 4 vệ:
- Binh lính Hải Dương thuộc vệ Hưng Quốc
- Binh lính Kinh Bắc thuộc vệ Kim Ngô
- Binh lính Sơn Tây thuộc vệ Cẩm Y
- Binh lính Sơn Nam thuộc vệ Chiêu Vũ

Toàn bộ quân đội nhà Mạc lúc đông đảo nhất có 12 vạn quân.
Để khuyến khích tinh thần chiến đấu của quân sĩ trong thời chiến, nhà Mạc có những ưu đãi cho lực lượng quân đội. Chính sách này đã giúp nhà Mạc tạo nên một đội ngũ quân sĩ khá đông đảo và trung thành để bảo vệ quyền lợi triều đình.

## Kinh tế
Mạc Thái Tổ đã đưa ra một số quy chế về ruộng đất bao gồm: binh điền, lộc điền, quân điền, dựa trên các quy chế đã có từ thời Hồng Đức (Lê Thánh Tông) hay việc cho đúc tiền Thông Bảo.
Thời kỳ Mạc Thái Tông trị vì có thể coi là thời kỳ đỉnh cao của nhà Mạc. Lúc đó nhà Lê chưa trung hưng, toàn cõi do nhà Mạc cai quản, cảnh thịnh trị được các sử gia nhà Lê - triều đại đối địch với nhà Mạc - soạn Đại Việt sử ký toàn thư, phải ghi nhận: "đêm ngủ không đóng cửa, ngoài đường không ai nhặt của rơi".
Nhưng từ khi Nguyễn Kim nổi dậy, chiến tranh nổ ra, đất nước bị tàn phá, kinh tế bị ảnh hưởng nghiêm trọng. Chiến tranh liên miên đã làm cho đời sống của người dân trở nên đói nghèo hơn. Ví dụ năm 1572, sau khi nhiều phen bị nạn binh đao thì tại Nghệ An lại phát dịch. Khâm định Việt sử Thông giám Cương mục có viết rằng: Các huyện, đồng ruộng bỏ hoang nhân dân đói khổ. Dịch lệ lại phát sinh, người chết đến quá nửa. Nhân dân xiêu giạt, hoặc tan tác vào Nam, ra Bắc. Trong cõi Nghệ An đìu hiu vắng tanh.
Nhìn tổng thể, nhà Mạc có tư duy kinh tế cởi mở, sớm nhìn thấy xu thế tiến bộ của thủ công nghiệp, thương mại và kinh tế hàng hóa; điều đó khác hẳn với chính sách bảo thủ của nhà Lê. Nhà Mạc cai trị trong 65 năm đã đưa vùng đông bắc giàu mạnh lên, về ngoại thương đã vươn tới thị trường các nước châu Á. Tuy nhiên, kinh tế vẫn chủ yếu dựa vào nông nghiệp theo phương thức tiểu nông, tàn dư của phương thức sản xuất Á Đông cùng chế độ gia trưởng với nền kinh tế manh mún, khiến mầm mống tư bản chủ nghĩa chớm nảy sinh đã không phát triển được.

## Văn học nghệ thuật
Văn học nhà Mạc chia làm 3 thể loại chính:
- Hiến chương: tiêu biểu là Giáp Hải (tác phẩm Ứng đáp bang giao)
- Thơ ca: tiêu biểu là Nguyễn Bỉnh Khiêm, Hà Nhậm Đại, Nguyễn Giản Thanh, Phạm Thiện, Hoàng Sĩ Khải, Nguyễn Hàng. Thể loại thơ vịnh thời Mạc khá phát triển với những chủ đề mới, thay cho thể loại ca tụng triều đình phổ biến dưới triều Lê Thánh Tông là mảng thơ phú điền viên, ẩn dật với thiên nhiên.
- Truyện ký: tiêu biểu là Dương Văn An (tác phẩm Ô châu cận lục) và Nguyễn Dữ (tác phẩm Truyền kỳ mạn lục).

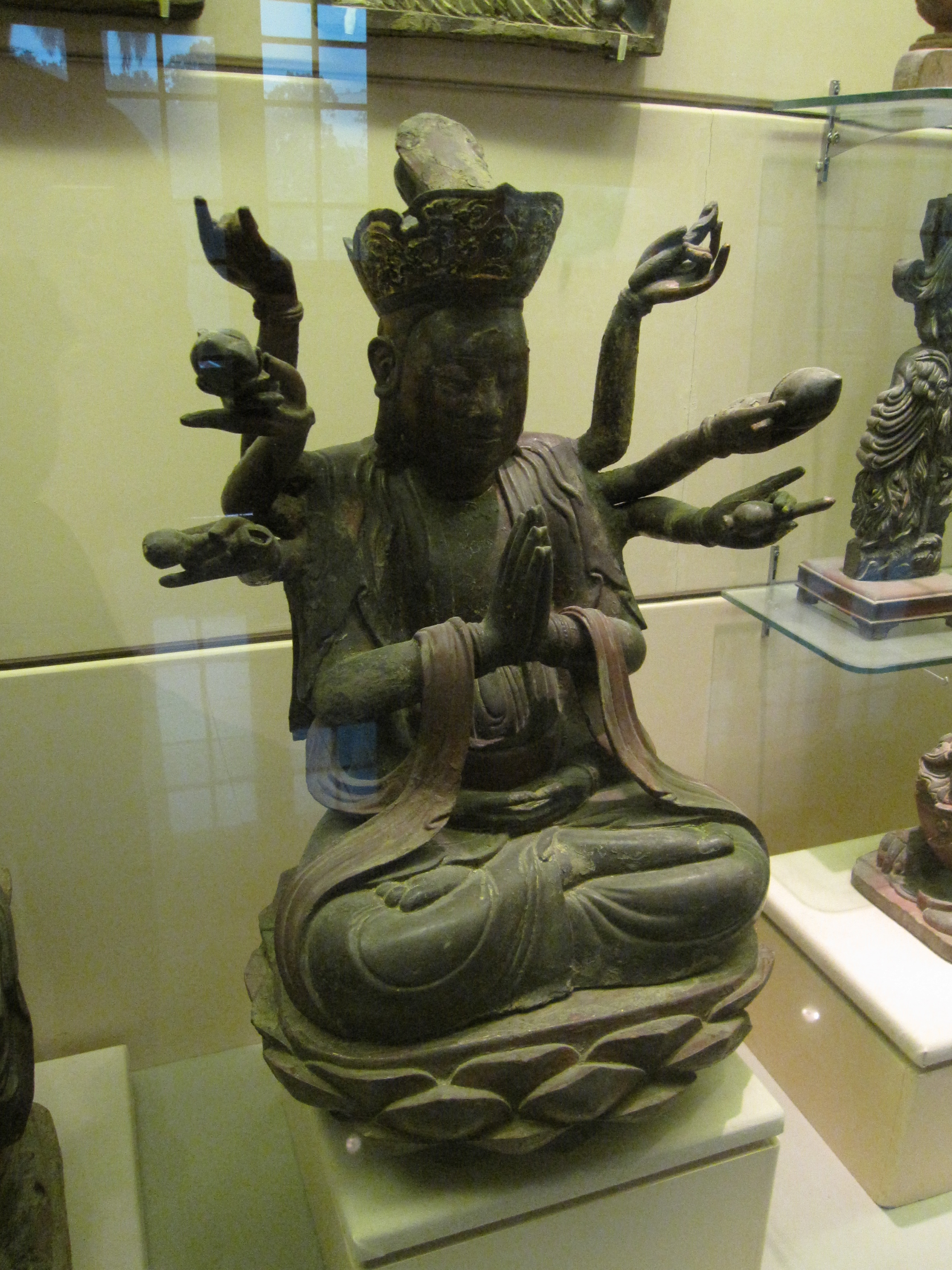
Tượng Quán Thế Âm ngàn tay ngàn mắt, Bảo tàng lịch sử Việt Nam

Nghệ thuật thời Mạc chủ yếu là trong lĩnh vực kiến trúc và trang trí, thể hiện ở những công trình xây dựng trong cung đình, chùa chiền và tại các làng xã.
Công trình cung đình quan trọng thời Mạc chủ yếu ở Dương Kinh ([di tích hiện tại ở Cổ Trai, huyện Kiến Thụy, thành phố Hải Phòng) – quê hương nhà Mạc như điện Phúc Huy, điện Hưng Quốc, điện Sùng Đức. Công trình xây và tu bổ chùa thời Mạc tại các địa phương gồm có: Hải Phòng 27 chùa; Hải Dương và Hưng Yên 36 chùa; Hà Tây cũ 28 chùa.
Từ thời Mạc, đình làng được dùng làm nơi sinh hoạt cộng đồng làng xã. Hai ngôi đình nổi tiếng nhất thời kỳ này là đình Đông Lỗ và đình Tây Đằng. Nghệ thuật kiến trúc và trang trí thời Mạc được đánh giá là đã tạo một bước ngoặt lớn trong lịch sử nghệ thuật Việt Nam.

## Tôn giáo tín ngưỡng
Nhà Mạc vẫn theo pháp độ cũ của nhà Lê từ hệ tư tưởng đến mô hình thiết chế nhà nước, lấy Tống nho làm tư tưởng cai trị chính, tuy nhiên không hạn chế các tôn giáo khác như đạo Phật, đạo Giáo như nhà Lê Sơ. Các quan lại và người trong hoàng tộc nhà Mạc đã cúng tiến nhiều đất cho nhà chùa và xây cất, tu bổ nhiều chùa.
Việc truyền đạo Thiên chúa vào Đại Việt bắt đầu được xúc tiến từ năm 1533 thời Mạc Hiến Tông nhưng chưa thu được kết quả. Năm 1581 thời Mạc Mậu Hợp, các nhà truyền giáo lại đến, nhưng vì ngôn ngữ bất đồng nên cuối cùng giáo đoàn phải trở về Ma Cao.

## Thi cử và chính sách dùng người

### Thi cử
Nhà Mạc rất chú trọng tới nhân tài từ tuyển chọn qua đường thi cử. Tuy chiến tranh, nhưng nhà Mạc cũng chú ý đào tạo và xây dựng hệ thống quan lại thông qua 22 kỳ khoa cử với chu kỳ ba năm một lần, bắt đầu từ năm 1529 và chấm dứt năm 1592. Chẳng hạn năm 1535, nhà Mạc mở khoa thi Hội, lấy Nguyễn Bỉnh Khiêm, Bùi Khắc Đốc, Nguyễn Thừa Hưu đỗ tiến sĩ cập đệ; Nguyễn Di Lượng cùng 6 người khác đỗ tiến sĩ xuất thân; Nguyễn Trùng Quang cùng 21 người khác đỗ đồng tiến sĩ xuất thân.
Một ghi nhận nữa là tận năm 1592, khi chiến sự bên bờ nam sông Hồng diễn ra ác liệt trước cuộc tổng tấn công của quân Lê Trịnh, vua Mạc Mậu Hợp vẫn tổ chức thi ở Bồ Đề bên kia sông theo đúng định kỳ để lấy được 18 tiến sĩ. Trong 65 năm tồn tại ở Thăng Long, nhà Mạc mở 21 kỳ thi Hội, lấy đỗ 485 Tiến sĩ và 13/46 trạng nguyên trong 800 năm thi cử Nho học thời phong kiến Việt Nam.
Khi rút lên Cao Bằng, họ Mạc vẫn tổ chức thi cử để lấy người hiền tài. Có một kỳ thi người đỗ đầu là một phụ nữ tên là Nguyễn Thị Duệ tức Nguyễn thị Du
Cách trân trọng nhân tài của nhà Mạc được tác giả Nguyễn Bá Trác thế kỷ 19, tác giả Hoàng Việt Giáp tý niên biểu nhắc tới mấy chữ dư âm: "Mạc thị sùng Nho" - Họ Mạc sùng đạo Nho.

### Người cựu triều
Trong sách "Nhà Mạc và vấn đề nguỵ triều trong sử sách", các nhà nghiên cứu ghi nhận nhà Mạc đã mạnh dạn sử dụng quan lại cũ của nhà Lê, điển hình là 4 trạng nguyên đỗ thời Lê sơ: Nguyễn Giản Thanh, Hoàng Văn Tán, Ngô Miễn Thiệu, Trần Tất Văn.
Ngoài ra, trong quá trình "bình định thiên hạ", Mạc Thái Tổ đã "thu phục" nhiều tướng lĩnh giỏi của nhà Lê như Nguyễn Kính, Nguyễn Áng, Vũ Hộ, Phạm Gia Mô... những người đắc lực giúp ông mở ra nhà Mạc.

### Cởi bỏ thù hằn
Không chỉ dám dùng người cựu triều thù địch, nhà Mạc còn dám trọng dụng cả những người từng theo địch trở về. Điều này được các nhà chuyên môn đánh giá rất cao.
Vụ ly khai của hai nhà thông gia Lê Bá Ly và Nguyễn Thiến năm 1550 kéo theo một loạt con em của hai họ này, cũng đều là đại thần nhà Mạc như Nguyễn Quyện, Nguyễn Miễn, Nguyễn Khải Khang, Lê Khắc Thận. Nhưng tới năm 1558, khi hai cha già họ Lê và họ Nguyễn qua đời, Nguyễn Quyện, Nguyễn Miễn trở về theo Mạc và được trọng dụng không chút nghi ngờ. Miễn được gả công chúa làm phò mã, Quyện trở thành cha vợ vua (Mậu Hợp) rồi sau đó liên tiếp lập công đánh bại quân Lê Trịnh, thành danh tướng Bắc triều. Kết quả đó lôi kéo Lê Khắc Thận, dù đã làm tới thái phó của Lê Trịnh vẫn vượt luỹ về Mạc năm 1572.
Thật hiếm triều đại nào có chính sách dùng người cởi mở, bao dung trong thời kỳ loạn lạc như nhà Mạc, nếu so sánh những sự kiện trên với các triều đại khác. Sự bao dung của nhà Lý, nhà Trần với vài thủ lĩnh nổi dậy chỉ là cách đối phó để giữ miền biên xa xôi, không dùng với tướng sĩ "người miền xuôi" đã phản. Hậu Trần Giản Định Đế nghi ngờ Đặng Tất và Nguyễn Cảnh Chân từng phục vụ nhà Hồ và hàng quân Minh nên giết 2 tướng giỏi; Lê Thái Tổ giết hết các người Việt từng theo phục vụ quân Minh; Lê Thánh Tông giết đại thần Lê Lăng vì từng ủng hộ Lê Khắc Xương lên ngôi... Có lẽ nhà Mạc đã học được tấm gương của Tề Hoàn Công thời Xuân Thu dám dùng Quản Trọng, dù từng có cái thù bắn tên vào đai áo.
Chính sách dùng người của nhà Mạc còn được đời sau ca ngợi. Sách Vũ trung tùy bút của Phạm Đình Hổ cuối thời Lê trung hưng ghi: "cái đức chính của thời Minh Đức (niên hiệu của Mạc Thái Tổ) và Đại Chính (niên hiệu của Mạc Thái Tông) nhà Mạc vẫn còn cố kết ở lòng người chưa quên. Vậy nên thời vận đã về nhà Lê mà lòng người hướng theo nhà Mạc vẫn chưa hết...".

## Nhận định

### Giành quyền
Nhà Hậu Lê suy thoái, triều chính rối ren đánh giết lẫn nhau, các vua quỷ Uy Mục đế, vua lợn Tương Dực đế và Chiêu Tông đều không đủ năng lực cầm quyền, các quyền thần họ Trịnh, họ Nguyễn đều chứa chấp mưu đồ riêng, nông dân nổi dậy khởi nghĩa. Mạc Đăng Dung đã xuất hiện trong bối cảnh đó và chỉ trong chưa đầy 10 năm ông đã dẹp yên tình hình nước Đại Việt. Việc nhà Mạc thay thế một nhà Hậu Lê không còn đủ năng lực và bị thiên hạ chán ghét là tất yếu của lịch sử. Nếu dòng họ Mạc không nổi dậy thì các dòng họ thế tộc khác cũng làm điều tương tự trong bối cảnh lúc đó. Giáo sư Trần Quốc Vượng cho rằng sự thay thế nhà Lê của Mạc Đăng Dung là "hợp với đời và đạo..

### Nội trị
Thời kỳ thịnh trị của Mạc Thái Tông cho thấy năng lực trị nước của nhà Mạc không kém nhà Lê. Đời sống nhân dân no đủ, xã hội ổn định, không gây những xáo trộn như khi nhà Hồ thay nhà Trần. Những lực lượng chống đối nhà Mạc chính là những thế lực cũ thân nhà Lê. Theo sử sách, thời Mạc không có một cuộc khởi nghĩa nông dân nào. Điều đó cho thấy nhà Mạc được lòng dân. Sách Đại Việt Thông sử của Lê Quý Đôn phải thừa nhận Thái Tổ Mạc Đăng Dung "được lòng người hướng về". Sau khi Hiến Tông qua đời, các vua Mạc lên thay đều là ấu chúa, biến loạn trong ngoài rất nhiều nhưng nhà Mạc vẫn đứng vững. Ngoài năng lực của người phụ chính, hẳn phải có nền tảng là sự ủng hộ của nhân dân Bắc Bộ lúc đó. Việc họ Mạc tiếp tục cát cứ tại Cao Bằng, ngoài sự can thiệp của nhà Minh, nếu không được lòng người thì không thể tồn tại tới 80 năm.
Đặc biệt, nhà Mạc rất coi trọng việc phát hiện nhân tài, do đó dù chiến tranh liên miên nhưng các kỳ thi vẫn tổ chức khá đều đặn. Ngay cả khi cát cứ trên Cao Bằng, việc thi cử vẫn còn duy trì.
Một đặc điểm nữa là cả năm đời vua nhà Mạc không có nạn quyền thần trong thời gian cai trị, dù nhà Mạc khởi nghiệp từ một quyền thần trong triều Lê. Đó là điều mà các triều đại Ngô, Đinh, Lý, Trần, Hậu Lê và Nguyễn trong suốt chiều dài lịch sử Việt Nam đều gặp phải. Do đó thời Mạc không có việc phế lập, khuynh loát trong cung đình. Duy nhất vụ "bất đồng chính kiến" trong việc lập người thừa kế (Mạc Phúc Nguyên và Chính Trung) năm 1546 - 1551 đã bị đánh dẹp.

### Về ngoại giao
Về ngoại giao, một số nhà sử học lên án hành động tự trói mình, tạ tội, đầu hàng nhà Minh của Mạc Đăng Dung ở biên giới năm 1540, vì điều đó làm mất thể diện của nước Đại Việt. Nhưng cũng có người cho rằng trong bối cảnh lúc đó, việc này là bắt buộc không còn lựa chọn khác. Ở Thanh Hoá, nhà Lê đánh ra, tại Tuyên Quang, chúa Bầu họ Vũ chưa dẹp được. Phía bắc, nhà Minh uy hiếp. Kẻ thù nguy hiểm nhất chính là người phương Bắc. Có lẽ Mạc Đăng Dung không muốn lặp lại thảm kịch của nhà Hồ sau khi thay ngôi nhà Trần nên buộc phải hành động như vậy, vì nếu đối đầu, nhà Mạc chắc chắn sẽ thất bại. Các nhà nghiên cứu ủng hộ quan điểm này còn cho rằng, chính vì hổ thẹn và suy sụp sau hành động này mà Mạc Đăng Dung, vốn đã cao tuổi, nên ốm và mất không lâu sau đó. Sự nhẫn nhục của Mạc Đăng Dung không những trực tiếp cứu nhà Mạc mà còn gián tiếp cứu nhà Lê trung hưng, bởi nếu nhà Mạc bị nhà Minh diệt như nhà Hồ thì nhà Lê cũng sẽ bị nhà Minh diệt như nhà Hậu Trần.
Sau khi thất thế, nhà Mạc tiếp tục dựa vào ảnh hưởng của nhà Minh để tồn tại ở Cao Bằng, nhưng tuyệt nhiên không mượn quân nhà Minh. Theo Đại Việt Sử ký Toàn thư, đại thần Mạc Ngọc Liễn (vốn là người khác họ được cải họ vua) trước khi mất tại Trung Quốc đã dặn lại vua tôi họ Mạc rằng:
"Nay khí vận nhà Mạc đã hết, họ Lê lại phục hưng... Dân ta là dân vô tội mà để phải mắc nạn binh đao, sao lại nỡ thế!... Nếu thấy quân họ đến thì ta nên tránh, chớ có đánh nhau, nên cẩn thận mà giữ là hơn. Lại chớ nên mời người Minh vào trong nước ta mà để dân ta phải lầm than đau khổ, đó cũng là tội lớn không gì nặng bằng". (Đại Việt sử ký toàn thư, quyển 17)
Các đời sau họ Mạc đã làm đúng như Mạc Ngọc Liễn dặn lại. Thua trận, phải rời khỏi ngôi cai trị nhưng không cố giành giật lại bằng mọi giá.

### Chính thống
Nhà Mạc cuối cùng bị mất ngôi khi nhà Lê hồi phục nhờ sức quyền thần nên các sử gia của triều đại thắng trận ra sức hạ thấp nhà Mạc trong sử sách. Do sự chi phối quan điểm của nhà Lê và nhà Nguyễn, Nhà Mạc bị gọi là "ngụy triều". Tuy nhiên, nếu căn cứ vào những gì nhà Mạc đã làm, đây thực sự là một vương triều tuy thời gian tồn tại ngắn, nhưng có vai trò tích cực nhất định trong lịch sử Việt Nam. Nhà Lê dù thắng trận nhưng về thực chất thì không còn, cơ nghiệp nhà Lê trung hưng thực ra là cơ nghiệp họ Trịnh.
Giáo sư sử học Văn Tạo trong bài viết "Nhà Mạc và vấn đề ngụy triều" đã vạch rõ: Họ Trịnh và họ Nguyễn lấy tiếng là giúp nhà Lê nhưng thực ra là lo làm lợi cho mình. Họ Trịnh phù Lê nhưng lại phế truất và giết các vua Lê. Họ Nguyễn phù Lê nhưng chỉ lo phát triển cơ đồ riêng và cái cớ chống họ Trịnh. Giáo sư Tạo nhấn mạnh: "Mạc là ngụy công khai, Trịnh Nguyễn là ngụy giấu mặt".
Cách nói "nguỵ" cũng chỉ là theo quan điểm của các sử gia thời phong kiến. Các nhà sử học ngày nay đã thay đổi quan điểm này và nhà Mạc đã được nhìn nhận như một triều đại bình đẳng với các triều đại "chính thống" khác.

### Nguyên nhân thất bại
Lực lượng chống đối nhà Mạc, cụ thể là lực lượng nhân danh nhà Lê, những người ủng hộ nhà Lê còn mạnh. Vấn đề chính thống chỉ có một vai trò nhất định, vì Nam triều hay Bắc triều đều có lý lẽ của mình. Bắc triều dù là người đi cướp ngôi, nhưng từ Lê Uy Mục, nhân dân đã chán ghét nhà Lê. Nam triều dù đã mất uy tín nhưng với một bộ phận nhân dân, nhất là vùng "căn bản" quê hương nhà Lê (Thanh Hoá) trở vào còn nhớ công lao đánh quân Minh của nhà Lê. Do đó, khi yếu tố chính trị không đóng vai trò quyết định thì vấn đề nhân sự sẽ quyết định.
Theo giáo sư Văn Tạo, về chính trị và kinh tế, tuy nhà Mạc đã khiến đất nước giàu mạnh lên trong thời kỳ đầu, nhưng địa bàn hoạt động của nhà Mạc bị bó hẹp, kẹp giữa một bên là nước lớn Trung Quốc, một bên là Nam triều trỗi dậy cùng tư tưởng "hoài Lê", không có điều kiện mở rộng như các chúa Nguyễn ở phía Nam sau này.
Bản thân các tập đoàn chống Mạc đã có những chính sách phù hợp và lực lượng nhân sự đủ tài năng để đối phó với nhà Mạc nên trong một thời gian dài Nam triều đứng vững trước các cuộc tấn công của nhà Mạc. Thời hậu kỳ (sau khi Mạc Kính Điển chết), nhà Mạc không còn lực lượng nhân sự đủ mạnh, nhất là vua Mạc Mậu Hợp không đủ năng lực và phạm phải sai lầm nên đã thất bại về quân sự. Trong cuộc chiến trường kỳ đó, khi đã thất bại về quân sự thì chính trị của nhà Mạc cũng trở nên yếu thế trước khẩu hiệu "phù Lê" và nhà Mạc thành kẻ bại trận cuối cùng.

## Các vua nhà Mạc
| Miếu hiệu  | Niên hiệu | Tên                                   | Sinh- Mất   | Trị vì    | Thụy hiệu                                               |
| ---------- | --- | ------------------------------------- | ----------- | --------- | ------------------------------------------------------- |
| Thái Tổ    | Minh Đức (1527-1530) | Mạc Đăng Dung 莫登庸                  | 1483 - 1541 | 1527-1530 | Nhân Minh Cao hoàng đế (仁明高皇帝)                     |
| Thái Tông  | Đại Chính (1530-1540) | Mạc Đăng Doanh, Mạc Phương Doanh 方瀛 | 1500 - 1540 | 1530-1540 | Khâm Triết Văn hoàng đế (欽哲文皇帝)                    |
| Hiến Tông  | Quảng Hòa (1540-1546) | Mạc Phúc Hải 福海                     | 1517 - 1546 | 1541-1546 | Hiển hoàng đế (顯皇帝)                                  |
| Tuyên Tông | Vĩnh Định (1547) Cảnh Lịch (1548-1553) Quang Bảo (1554-1561)                                                                          | Mạc Phúc Nguyên, Mạc Hoằng Dực 宏瀷   | 1535 - 1561 | 1547-1561 | Duệ hoàng đế (睿皇帝) hoặc Anh Nghị hoàng đế (英毅皇帝) |
| Mục Tông   | Thuần Phúc (1562-1566) Sùng Khang (1566-1578) Diên Thành (1578-1585) Đoan Thái (1586-1587) Hưng Trị (1588-1590) Hồng Ninh (1591-1592) | Mạc Mậu Hợp                           | 1560 - 1592 | 1562-1592 | Anh Tổ Tĩnh Hoàng đế (英祖靜皇帝)                       |
| Cảnh Tông  | Vũ An | Mạc Toàn                              | 1578 - 1593 | 1592-1593 | Thành hoàng đế                                          |

Lưu ý: 
- Mạc Toàn thực sự không còn quyền lực gì.
- Giữa thời Mạc Hiến Tông và Mạc Tuyên Tông còn có Mạc Chính Trung tự xưng là vua nhà Mạc trong thời gian ngắn nhưng không được nhà Mạc công nhận.
- Gia đoạn hậu kỳ nhà Mạc sau khi Bắc triều sụp đổ gồm có Mạc Kính Chỉ niên hiệu Bảo Định (1592) và Khang Hựu [42] (1592-1593), Mạc Kính Cung niên hiệu Càn Thống (1593-1625), Mạc Kính Khoan niên hiệu Long Thái (1623-1638), Mạc Kính Vũ (Mạc Kính Hoàn, niên hiệu Thuận Đức (1638-1677)), Mạc Kính Hẻ, niên hiệu Vĩnh Xương (1677-1681)) và Mạc Kính Quang (1681-1683).

## Thế phả vua Mạc
|  |  |  |  |  |  |                                                |  |  |  |  |  |  |  |
|  |  |  |  |  |  | 1 Mạc Thái Tổ (Mạc Đăng Dung) 1526 - 1529      |  |  |  |  |  |  |  |
|  |  |  |  |  |  |                                                |  |  |  |  |  |  |  |
|  |  |  |  |  |  | 2 Mạc Thái Tông (Mạc Đăng Doanh) 1530 - 1540   |  |  |  |  |  |  |  |
|  |  |  |  |  |  |                                                |  |  |  |  |  |  |  |
|  |  |  |  |  |  | 3 Mạc Hiến Tông (Mạc Phúc Hải) 1541 - 1546     |  |  |  |  |  |  |  |
|  |  |  |  |  |  |                                                |  |  |  |  |  |  |  |
|  |  |  |  |  |  | 4 Mạc Tuyên Tông (Mạc Phúc Nguyên) 1547 - 1561 |  |  |  |  |  |  |  |
|  |  |  |  |  |  |                                                |  |  |  |  |  |  |  |
|  |  |  |  |  |  | 5 Mạc Mục Tông (Mạc Mậu Hợp) 1562 - 1592       |  |  |  |  |  |  |  |
|  |  |  |  |  |  |                                                |  |  |  |  |  |  |  |
|  |  |  |  |  |  | 6 Mạc Cảnh Tông (Mạc Toàn) 1592 - 1593         |  |  |  |  |  |  |  |
|  |  |  |  |  |  |                                                |  |  |  |  |  |  |  |
|  |  |  |  |  |  |                                                |  |  |  |  |  |  |  |
|  |  |  |  |  |  | 7 Mạc Kính Chỉ 1592 - 1593                     |  |  |  |  |  |  |  |
|  |  |  |  |  |  |                                                |  |  |  |  |  |  |  |
|  |  |  |  |  |  |                                                |  |  |  |  |  |  |  |
|  |  |  |  |  |  |                                                |  |  |  |  |  |  |  |
|  |  |  |  |  |  | 8 Mạc Kính Cung 1593 - 1625                    |  |  |  |  |  |  |  |
|  |  |  |  |  |  |                                                |  |  |  |  |  |  |  |
|  |  |  |  |  |  |                                                |  |  |  |  |  |  |  |
|  |  |  |  |  |  |                                                |  |  |  |  |  |  |  |
|  |  |  |  |  |  | 9 Mạc Kính Khoan 1623 - 1638                   |  |  |  |  |  |  |  |
|  |  |  |  |  |  |                                                |  |  |  |  |  |  |  |
|  |  |  |  |  |  |                                                |  |  |  |  |  |  |  |
|  |  |  |  |  |  |                                                |  |  |  |  |  |  |  |
|  |  |  |  |  |  | 10 Mạc Kính Vũ 1638 - 1677                     |  |  |  |  |  |  |  |
|  |  |  |  |  |  |                                                |  |  |  |  |  |  |  |
|  |  |  |  |  |  |                                                |  |  |  |  |  |  |  |
|  |  |  |  |  |  |                                                |  |  |  |  |  |  |  |
|  |  |  |  |  |  | 11 Mạc Kính Hẻ 1677 -1681                      |  |  |  |  |  |  |  |
|  |  |  |  |  |  |                                                |  |  |  |  |  |  |  |
|  |  |  |  |  |  | 12 Mạc Kính Quang 1681 -1683                   |  |  |  |  |  |  |  |

## Các quan lại, tướng lĩnh
- Mạc Kính Điển
- Mạc Đôn Nhượng
- Nguyễn Kính
- Mạc Phúc Tư
- Mạc Ngọc Liễn
- Phạm Tử Nghi
- Vũ Hộ
- Mạc Quốc Trinh
- Phạm Gia Mô
- Nguyễn Bỉnh Khiêm
- Giáp Hải
- Lê Quang Bí
- Nguyễn Quyện
- Mạc Đăng Lượng
- Mạc Đăng Hào, tức Mạc Đăng Tuấn (sau đổi tên Hoàng Tuấn Ngạn em Mạc Đăng Lượng)